# STX17
STX17‏ (Syntaxin-17) هوَ بروتين يُشَفر بواسطة جين STX17 في الإنسان.